# Video scratching
El video scratching ('rascar el video') o escráchin de videos es una técnica de edición de video típicamente usado en la industria musical, que consiste en manipular secuencias de video, especialmente mediante la reproducción en bucle y la inversión de escenas para lograr un efecto o seguir el ritmo de una canción. Su nombre es tomado de la técnica de audio scratching, a la cual equivale, pero en vez de usar música, se usan fragmentos de video.
El video scratching se puede encontrar en muchos videoclips, así como de fondo en los conciertos en vivo, en donde una o más personas manipulan muestras de video para que sigan el ritmo de cualquier música que se esté reproduciendo.

## Historia
Nam June Paik fue uno de los pioneros del videoarte y creó piezas como TV Cello, de 1964, que combinaba presentaciones en vivo con videos y música. Era un tema al que volverían a lo largo de los años y Good Morning, Mr. Orwell recreó TV Cello como parte de una actuación global más amplia.
El cineasta ganador del Óscar Zbigniew Rybczyński usó la técnica en el video musical de 1984 para Close (to the Edit) de The Art of Noise. El video ganaría dos premios MTV Video Music Awards 1985: Mejor edición y Video más experimental.
El grupo Emergency Broadcast Network son considerados pioneros de la técnica, popularizándola durante la década de los noventa. Los ejemplos incluyen la interpretación de The Edge de Numb en los MTV Video Music Awards de 1993, y los anuncios envolventes de los nominados y el diseño del packaging para la ceremonia de 1998.
El colectivo de arte británico Gorilla Tapes desarrolló un conjunto de obras de arte en video scratch, también con gran éxito de crítica, durante principios y mediados de la década de 1980. Su trabajo seminal de 1984 Death Valley Days refleja la atmósfera sofocante de los años de la Guerra Fría y se ha exhibido en varios lugares prestigiosos, incluido Tate Britain, donde una de las cuatro secciones del video titulada Commander in Chief ('comandante en jefe') se incluyó en la exposición A Century of Artists Film in Britain (2003).
El Zoo TV Tour de U2 a principios de la década de 1990 utilizó una variedad de multimedia, incluida la mezcla en vivo de una variedad de videos, tanto en vivo como pregrabados.
Actualmente, Coldcut hace un uso intensivo de la mezcla de video en vivo e incluso ha creado un software, llamado VJamm, para ayudar con el proceso.
Los artistas de Nueva York Bruno Levy, Jack Hazard y Richie Lau compusieron Squaresquare con video scratching a finales de 2001.
Kutiman rápidamente se hizo famoso por hacer scratching de videos con su trabajo usando videos de YouTube en 2009  .